# День ракетних військ і артилерії (Росія)

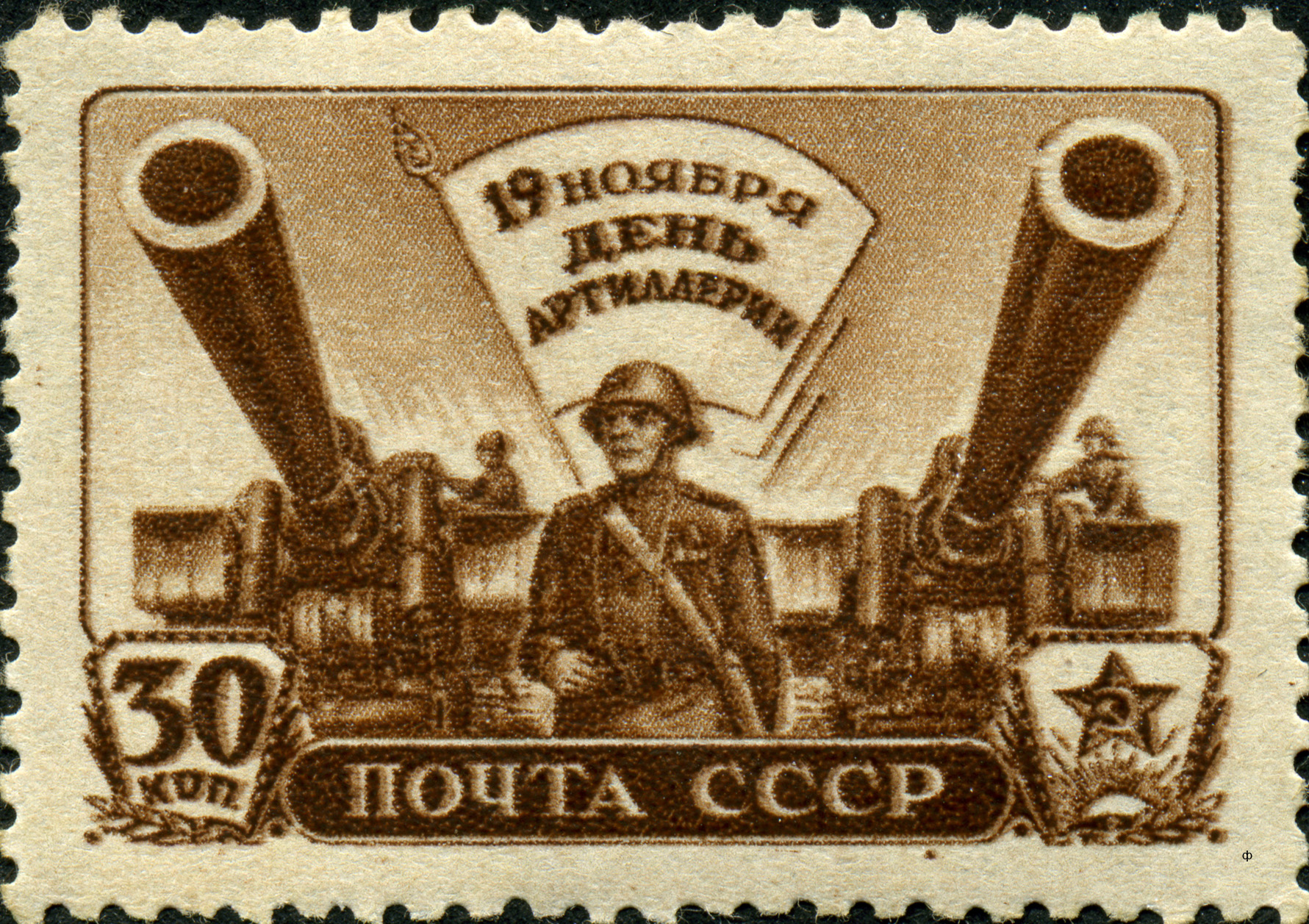
Марка Пошта СРСР, 1945 року.

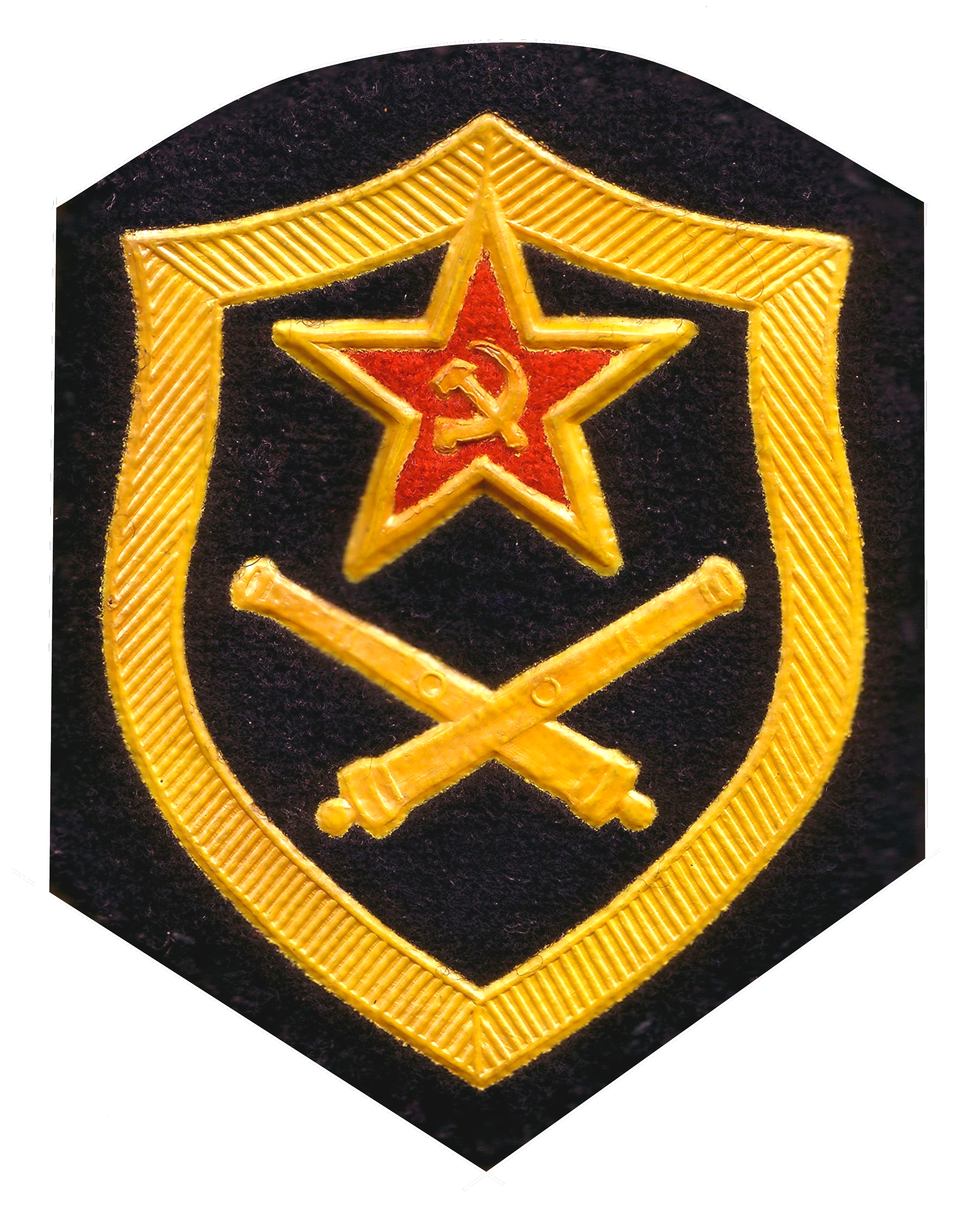
Нарукавний знак за родом військ (служби) Ракетних військ та артилерії СРСР

День ракетних військ і артилерії - пам'ятний день, який раніше відзначався в СРСР, а на сучасному етапі відзначається 19 листопада в Росії, в Білорусії, в Казахстані та в Киргизії.

## Історія
Вперше свято День артилерії було встановлено Указом Президії Верховної Ради СРСР від 21 жовтня 1944 року. Дата 19 листопада була обрана з наступної причини: 19 листопада 1942 з потужної артилерійської підготовки Південно-Західного і Донського фронтів Червоної Армії почалася операція «Уран» - радянський контрнаступ у ході Сталінградської битви. Цю дату запропонував член Військової ради артилерії Червоної армії генерал-лейтенант артилерії І. С. Прочко. Були й інші пропозиції, наприклад начальник Артилерійського музею полковник Я. Куске пропонував встановити святковим днем 2 лютого — дату закінчення Сталінградської битви. 
Указом Президії Верховної Ради СРСР від 17 листопада 1964 року, у зв'язку з перейменуванням роду військ з Артилерії Радянської армії на Ракетні війська та Артилерію Сухопутних військ, свято відзначалося як День ракетних військ та артилерії . Відзначається у всіх ракетних та артилерійських частинах Збройних Сил Російської Федерації (ЗС Росії). Щорічно цього дня в Олександрівському саду в Москві проходить урочиста церемонія покладання квітів та вінків до Могили Невідомого солдата та пам'ятного знака «Місто-герой Сталінград». Напередодні свята ветерани та воєначальники ракетних військ та артилерії ЗС Росії покладають квіти та вінки до урн з прахом головних маршалів артилерії Миколи Воронова та Митрофана Недєліна біля Кремлівської стіни.
Не слід плутати це свято з іншим пам'ятним днем, який відзначається 17 грудня — Днем Ракетних військ стратегічного призначення.